# Meskhent Tessera
La Meskhent Tessera è una struttura geologica della superficie di Venere.